# 前614年
| 千纪： | 前1千纪 |
| 世纪： | 前8世纪 \| 前7世纪 \| 前6世纪 |
| 年代： | 前640年代 \| 前630年代 \| 前620年代 \| 前610年代 \| 前600年代 \| 前590年代 \| 前580年代                                                                                         |
| 年份： | 前619年 \| 前618年 \| 前617年 \| 前616年 \| 前615年 \| 前614年 \| 前613年 \| 前612年 \| 前611年 \| 前610年 \| 前609年                                                           |
| 纪年： | 周顷王五年 魯文公十三年 齊昭公十九年 晉靈公七年 秦康公七年 宋昭公六年 楚穆王十二年 衛成公二十一年 陳共公十八年 蔡庄侯三十二年 曹文公四年 郑穆公十四年 燕桓公四年 杞桓公二十三年 |

## 大事記
- 晉國的趙盾讓魏壽餘誘逃亡秦國的士會回國，士會還晉。
- 陳共公朔卒，子陳靈公平國嗣位。
- 楚穆王商臣卒，子楚莊王侶嗣位。
- 邾國遷都繹城（山東鄒城）。國君邾文公卒，子邾定公貜且嗣位。其弟捷菑的母亲是晉国女子，捷菑逃到晋国。

## 逝世
- 楚穆王，楚成王的長子，楚莊王之父，名商臣。
- 陳共公
- 邾文公